# Landgoed Oranjewoud

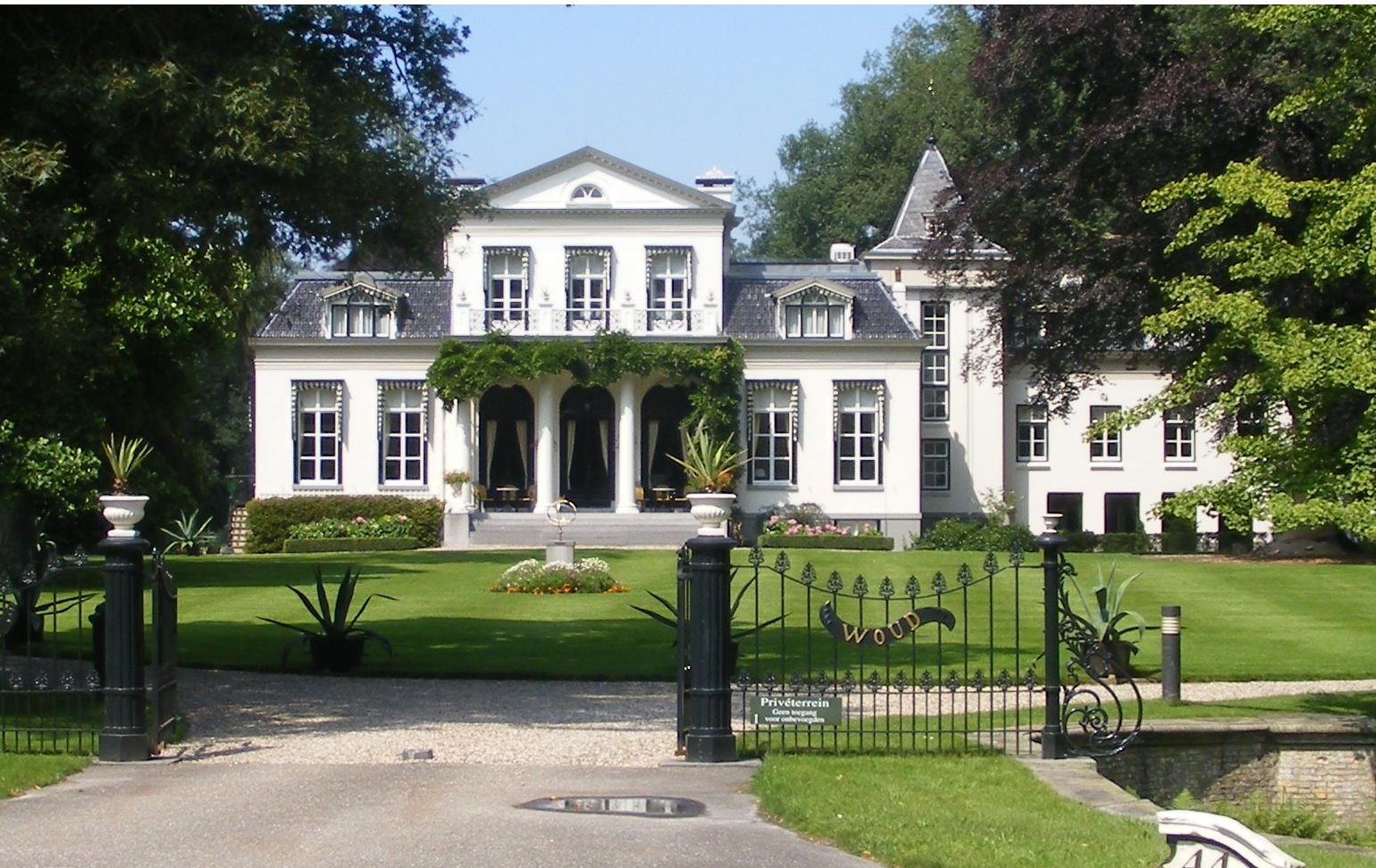
Landhuis Oranjewoud

Landgoed Oranjewoud is een landgoed in Parkgebied Oranjewoud in de Nederlandse provincie Friesland. Tot 1803 stond hier het Paleis Oranjewoud van de Oranje-Nassaus.

## Geschiedenis

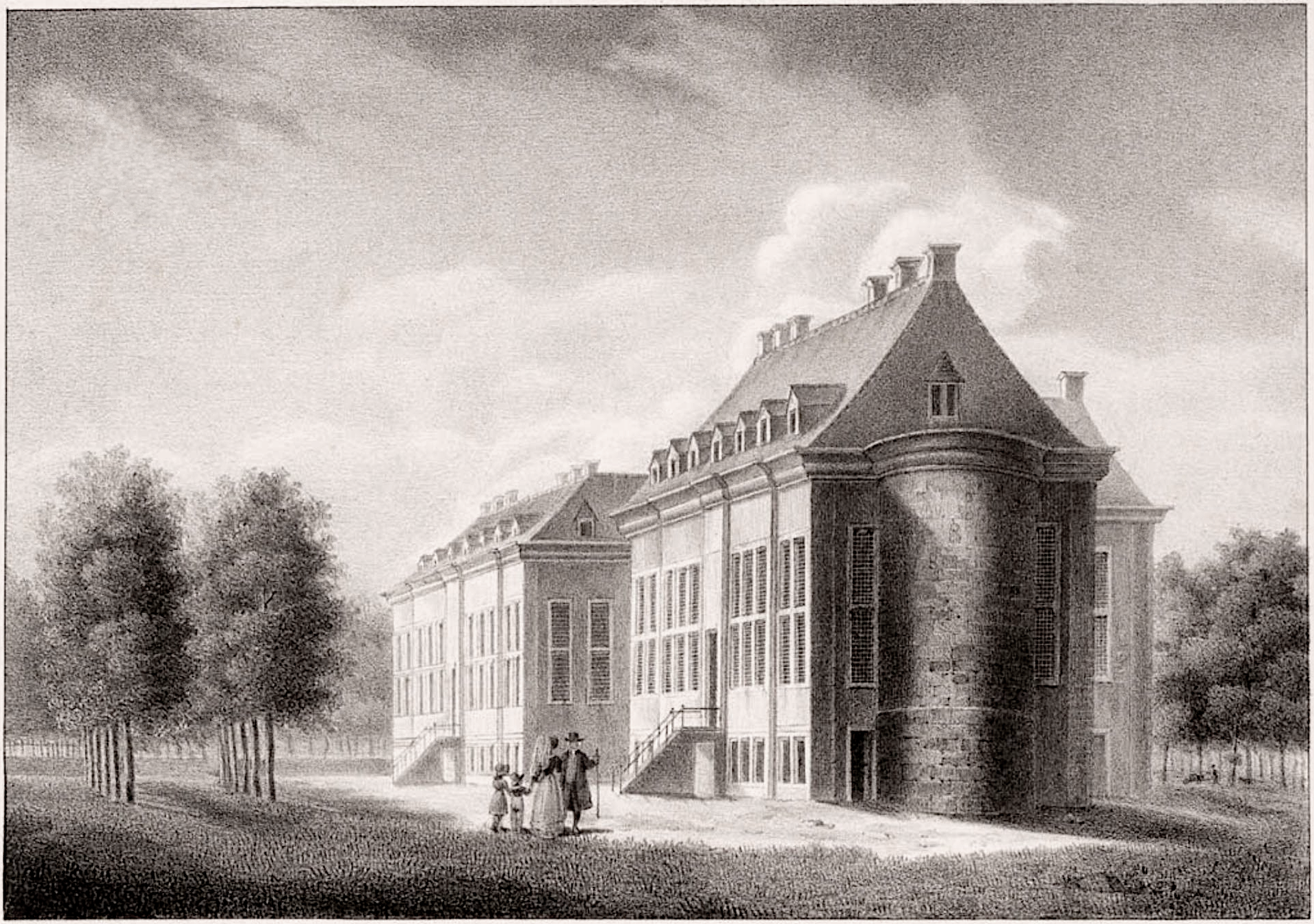
Paleis Oranjewoud kort voor de afbraak

Albertine Agnes van Nassau, weduwe van de Friese stadhouder Willem Frederik van Nassau, verwierf in de 17e eeuw het Schoterswoud bij Heerenveen een landgoed dat bestond uit verschillende landerijen, bospercelen en gebouwen. Ze bouwde er een lustslot en liet er mooie tuinen aanleggen. 
Na haar dood erfde Johan Willem Friso het en vroeg Daniël Marot om er het Paleis Oranjewoud te ontwerpen, die ermee in 1708 startte. Echtgenote van de prins, Maria Louise van Hessen-Kassel, zette het project voort na de dood van haar man. Dit paleis is nooit geheel voltooid en werd in de Franse tijd, tussen 1803 en 1805 afgebroken. De hoftuin met daarom heen de gracht behoort nu tot het huidige landgoed Oranjewoud, de overtuin tegenover het landhuis is nu het openbare park De Overtuin.
Het huidige huis op Landgoed Oranjewoud werd gebouwd in 1829 door Hans Willem de Blocq van Scheltinga. Vanaf 1910 werd Oranjewoud bewoond door Charles L.A.J. graaf van Limburg Stirum, die getrouwd was met Maria de Blocq van Scheltinga. Hij was militair, maar verliet de dienst om zich te wijden aan het beheer van Oranjewoud. Zijn gezondheid was slecht, en hij overleed in 1931 op de leeftijd van 54 jaar. Na het overlijden van zijn echtgenote Maria in 1942 kwam het landgoed door vererving terecht bij Martinus de Blocq van Scheltinga (1900 - 1961).
Maarten Scheltinga was sinds 1926 getrouwd met Cecilia Johanna gravin van Limburg Stirum. Rond 1953 verwoestte een brand in het koetshuis een groot deel van zijn collectie arrensleden. In datzelfde jaar overleed zijn echtgenote. Hij verkocht Oranjewoud en ging met zijn tweede echtgenote, Nicoline Anna (Nina) Philipse (1907) op een kleiner buiten wonen, Prinsenhof, ook in het dorp Oranjewoud. Later verhuisden ze naar Grandvaux bij Lausanne, waar hij in 1961 overleed. 
Intussen was het landgoed in het bezit gekomen van het Instituut voor Landbouwcoöperatie, waarna het overging in handen van de Friesland Bank en toen deze ophield te bestaan, werd de stichting FB Oranjewoud de eigenaar. 

## Ruilverkaveling
Als gevolg van de ruilverkaveling "Midden-Tjonger" werd een deel van het noordwestelijke tuindeel gerooid. Hierdoor was de barokke tuin niet meer intact. 

## Museumpark

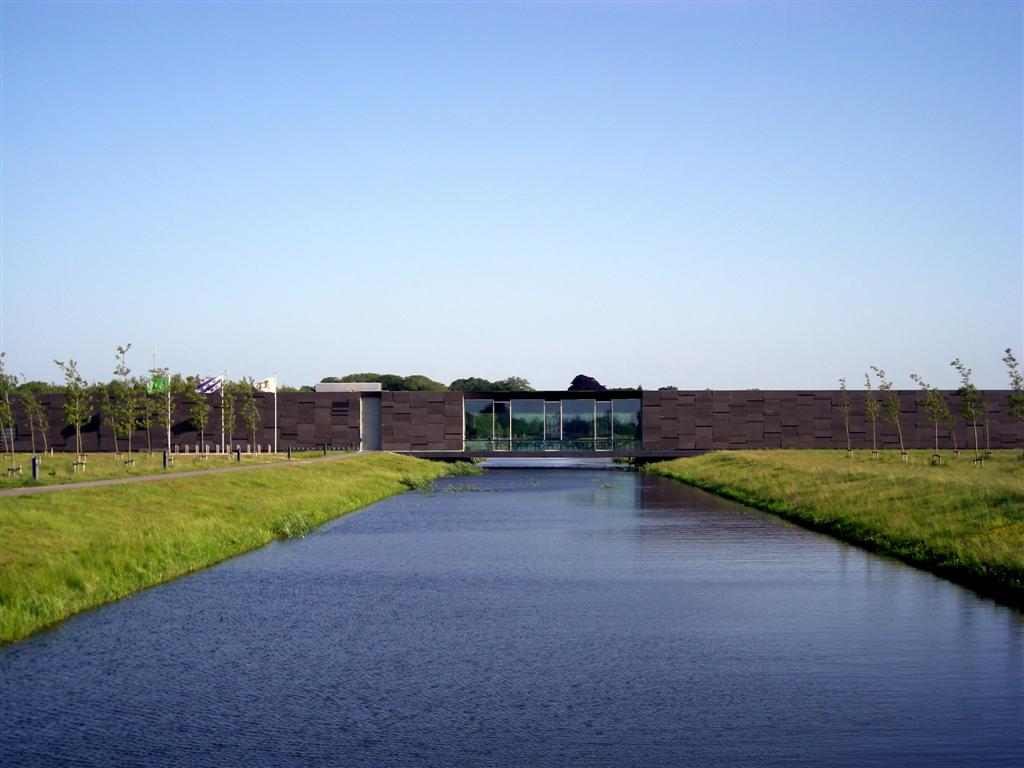
Museum Belvédère

In 2004 heeft het landgoed zich aan de noordzijde uitgebreid. In het nieuwe stuk werd Museum Belvédère, ontworpen door architect Eerde Schippers, gebouwd. Het gebouw is in zwarte basaltplaten afgewerkt. Het is het eerste museum voor moderne en hedendaagse kunst in Friesland.
Het oude noordwestelijke tuindeel werd door Staatsbosbeheer gereconstrueerd naar ontwerp van landschapsarchitect Michael R. van Gessel en samen met het nieuwe parkdeel en het museum heet dit nu het Museumpark Landgoed Oranjewoud. Op 24 november 2004 werd het museum en het museumpark geopend door koningin Beatrix.

## FB Oranjewoud
Eigenaar van het landgoed is Stichting FB Oranjewoud.